# ROAD OF MAJOR II
『ROAD OF MAJOR II』（ロード・オブ・メジャー・ツー）は、2005年8月24日にリリースされた、ロードオブメジャーのメジャー1枚目のアルバムであり、通算2枚目のアルバムである。

## 概要
- 前作から1年11ヶ月ぶりのリリースで、メジャー初のアルバム。
- 初回版と通常版の2形態でのリリースであり、初回版は5万枚限定生産となっているほか、ジャケットデザインが異なり、DVDが付いている。

## 収録曲
DISC 1(CD)
1. 蒼天に向かって
作詞：北川賢一　作曲：北川賢一
2. Evolving!!
作詞：北川賢一　作曲：北川賢一/近藤信政
3. 心絵
作詞：北川賢一　作曲：北川賢一
4. 偶然という名の必然
作詞：北川賢一　作曲：北川賢一
5. 未来の君よ、あの日の君よ
作詞：北川賢一　作曲：北川賢一
6. 月の葉書
作詞：北川賢一　作曲：北川賢一
7. 風歌
作詞：北川賢一　作曲：北川賢一
8. KODOU
作詞：松本賢一　作曲：近藤信政/松本賢一/上原彰兼
9. その手に明日を
作詞：北川賢一　作曲：近藤信政/松本賢一/上原彰兼
10. 星空も月明かりも
作詞：北川賢一　作曲：ロードオブメジャー
11. 朝焼け
作詞：北川賢一　作曲：北川賢一
12. 親愛なるあなたへ...
作詞：北川賢一　作曲：北川賢一

DISC 2(DVD)＜5万枚完全限定生産版＞
1. 「冬でも半袖！刺激がナイトっ！2005」ライブ映像（はじまりの場所、スコール収録）
2. 「2005,5,8　母の日ライブ」ダイジェスト映像
3. 「親愛なるあなたへ...」PV撮影の裏側みせます。